# Porcelana

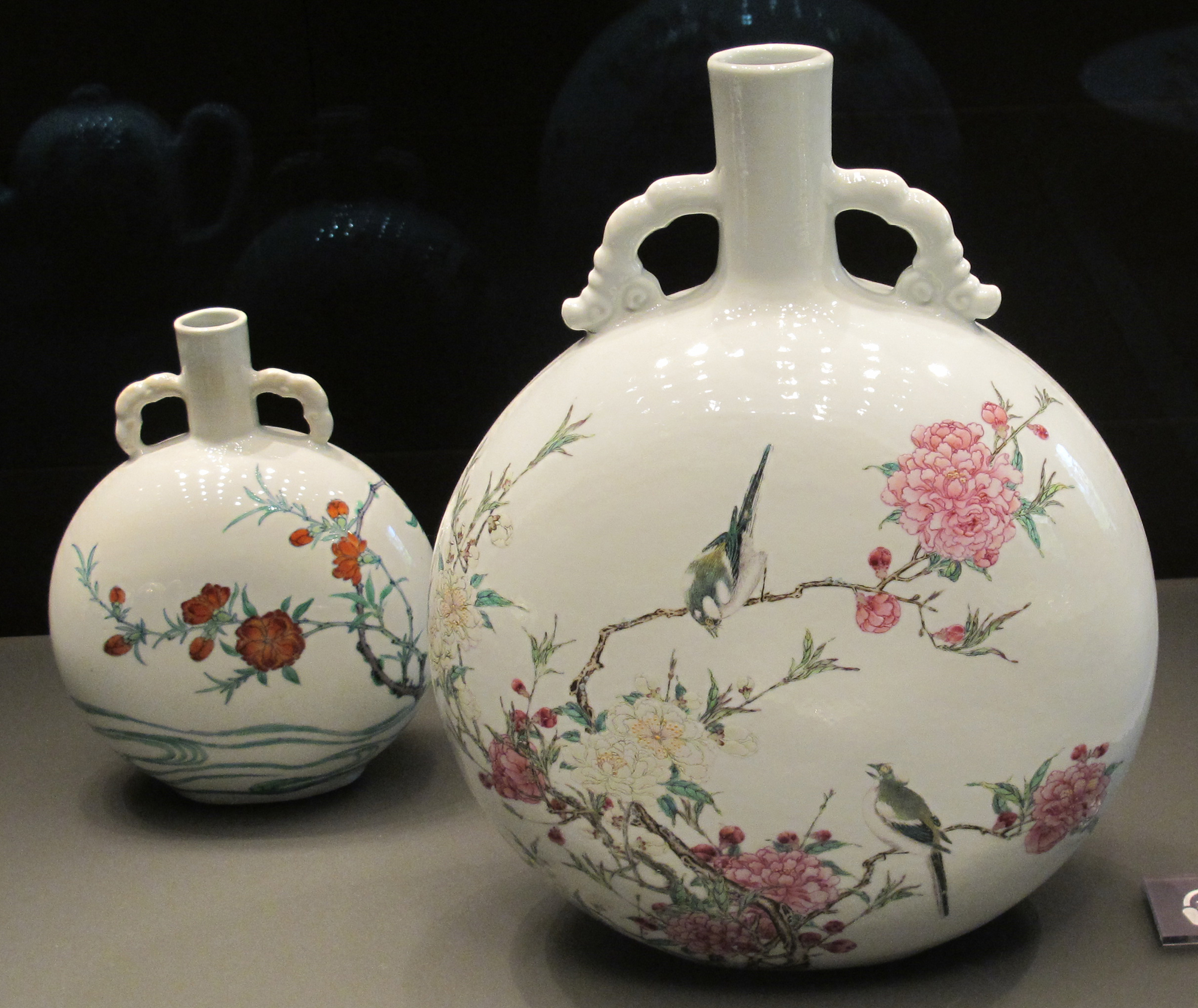
Vasija china de porcelana, creada durante la dinastía Qing (1723-35).

La porcelana es un material cerámico producido de forma artesanal o industrial y tradicionalmente blanco, compacto, frágil, duro, translúcido, impermeable, resonante, de baja elasticidad y altamente resistente al ataque químico y al choque térmico, utilizado para fabricar los diversos componentes de las vajillas y para jarrones, condensadores, lámparas, esculturas y elementos ornamentales y decorativos. Algunos manuales diferencian hasta cuatro tipos: porcelana dura (caolínica), porcelana blanda (tierna), porcelana de ceniza de hueso (Bone china) y porcelana 'francesa'. En algunos acabados puede confundirse con la loza fina
En un contexto menos profesional, en Occidente se define como porcelana al material cerámico que es translúcido, en tanto que en China es el que resuena como metal al ser golpeado. Supuestamente inventada en Oriente en el siglo VII u VIII (y bien guardado el secreto de su elaboración) y admirada en Occidente, alimentó un importante comercio que no disminuyó hasta que fue reinventada en Europa, dando lugar a diferentes tipos en Francia, Alemania, Italia, España e Inglaterra.

## Historia
Se originó en China, bajo el nombre tzu, probablemente en la época de la dinastía Han (206 a. C. a 220 d. C.); aunque las primeras referencias por escrito datan de la época de la dinastía Tang (618 d. C. a  907 d. C.).
Desde su descubrimiento hubo muchos intentos por averiguar la fórmula de su fabricación. En los años siguientes se intentó imitarla con una falsa porcelana utilizando el vidrio opalino. En tiempos de los Médici, en el Renacimiento se consiguió una pasta artificial llamada frita, un compuesto elaborado con caolín y silicatos de cuarzo vidrioso, con un acabado que consistía en una cobertura de esmalte con mezcla de estaño, como en la cerámica mayólica. Es lo que se conoce como porcelana de pasta blanda o tierna que es blanca, compacta, ligera y traslúcida. En Inglaterra se llegó a alcanzar una gran calidad en este tipo de porcelana, esencialmente fina y ligera. La composición de esta cerámica es:
- Caolín
- Frita vidriosa
- Polvo de alabastro y de mármol
- Óxidos: de potasio, de aluminio y de magnesio

Entre 1708 y 1709, se descubre en Europa la forma de fabricación de la verdadera porcelana, conocida como porcelana de pasta dura. El alquimista (químico) alemán Friedrich Böttger en la corte de Dresde, bajo el gobierno de Augusto II, elector de Sajonia y rey de Polonia, consiguió una fórmula cuyo resultado se aproximaba mucho a la cerámica china. Extrajo una tierra fina y grisácea de las minas de Kolditz, el caolín. Utilizó también alabastro calcinado y feldespato. Con esta fórmula consiguió la porcelana pero el secreto de la elaboración no terminó ahí, sino en la manera de llevar a cabo la cocción a una temperatura inusual de 1300 a 1400 grados y durante doce horas seguidas. Fue un éxito rotundo y en 1710 el propio Böttger fundó una fábrica en Meissen (Sajonia) que rodeó de gran misterio y secreto. Sólo algunos de los empleados conocían la fórmula y los métodos. Pero al cabo del tiempo algunos de esos técnicos se trasladaron a Viena, Venecia y Nápoles, donde fueron a su vez fundando otras fábricas de porcelana. Mientras tanto, Europa era surtida de porcelana auténtica por otras vías, ya que la Compañía Holandesa de las Indias Orientales, entre otras sociedades mercantiles, se encargaba de importar estos artículos de lujo para el mercado occidental producidos, sin embargo, masivamente para su exportación en la ciudad china de Jingdezhen.
En Nápoles se fundó la fábrica de Capodimonte en la época en que Carlos VII de Borbón (futuro Carlos III de España) gobernaba el reino; cuando llegó a España fundó una fábrica de porcelana al estilo de la que conoció en Nápoles, en la Real Fábrica de porcelana del Buen Retiro, en Madrid.
En Francia, en la ciudad de Sèvres, cerca de París, existía una fábrica de porcelana blanda que en 1760 pasó a llamarse Manufactura Real y en 1768 empezó a producirse la porcelana de pasta dura. En España, Antonio Raimundo Ibáñez Llano y Valdés montó en su señorío de Sargadelos una fábrica de porcelana que supuso el primer alto horno del sur de Europa. La fábrica subsiste en el siglo XXI y ha sido ampliada y remodelada con arreglo a las técnicas modernas.

## Producción

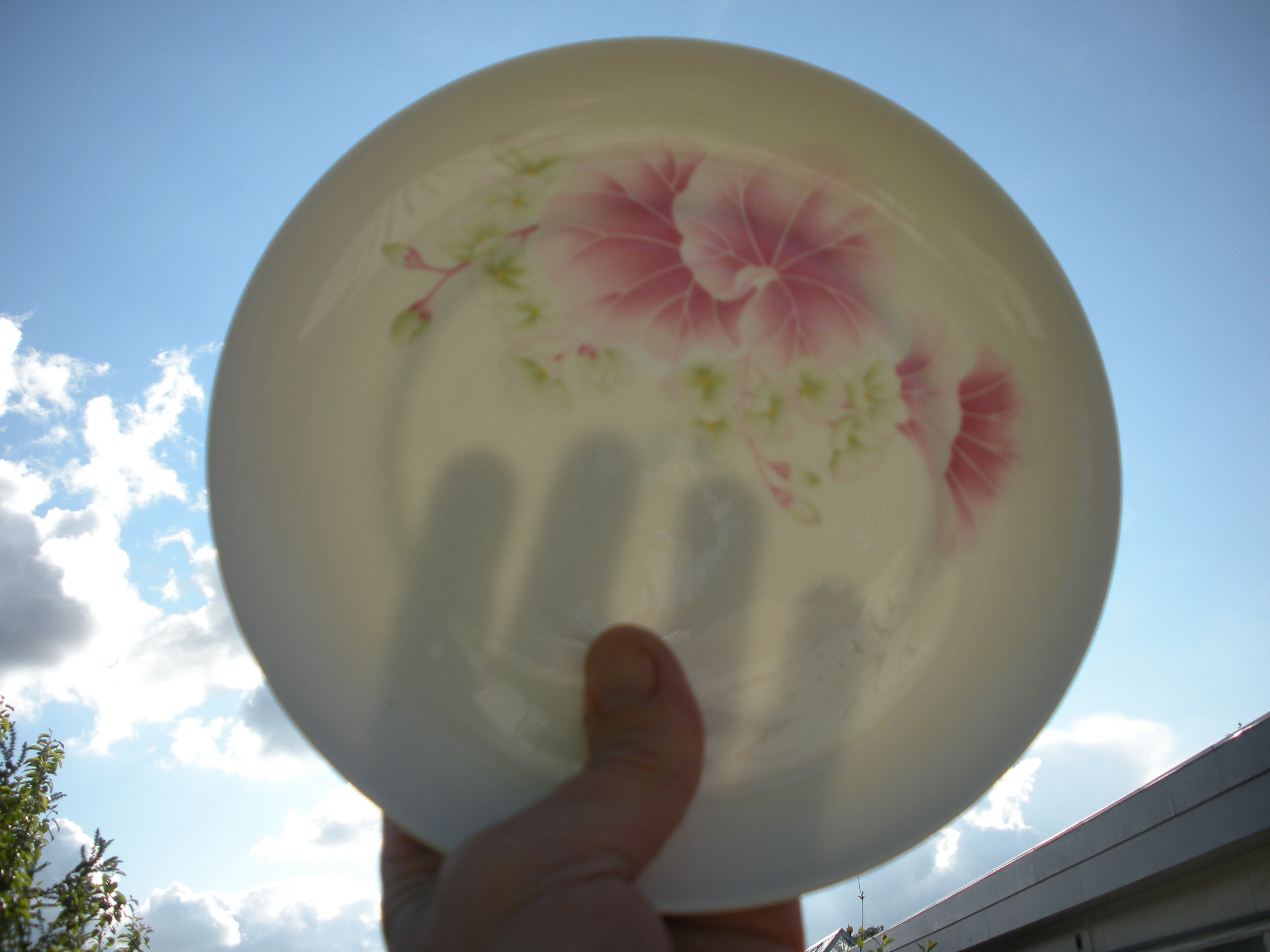
La porcelana se caracteriza por su finura y transparencia tras la cocción.

### Materia prima
Por regla general se compone de los siguientes materiales en polvo:
- Caolín entre un 50 % y un 55 %
- Cuarzo entre un 22,5 % y un 25 %
- Feldespato entre un 22,5 % y un 25 %
- Cuarzo y feldespato molidos, para la cubierta
- Óxidos metálicos para los colores
- Oro de amalgama en el caso en que se quiera dorar algunas partes.

### Proceso de fabricación
Como producto más fino y sofisticado que la loza, que se cuece a una temperatura entre los 1000 y 1300 °C, la porcelana se cuece a una temperatura mucho más alta, alrededor de 1800 °C. El proceso de sinterización, o cocción, se realiza en dos etapas. La primera corresponde a la obtención, a 1800 °C, de una pasta moldeable que al enfriarse resulta en un material duro, frágil y rugoso. La segunda corresponde al vidriado (a temperaturas que varían según el producto entre 1175 y 1450 °C). En la cocción de la porcelana realizada en hornos de leña, para mantener su blancura, se protegían las piezas contra los depósitos de ceniza y las llamas directas por un sistema de gacetas refractarias. La porcelana se suele decorar en una tercera cocción con pigmentos que se obtienen a partir de óxidos metálicos calcinados.